# I liga paragwajska w piłce nożnej (1909)
Mistrzem Paragwaju został klub Club Nacional, natomiast wicemistrzem Paragwaju został klub Club Libertad.
Mistrzostwa rozegrano systemem każdy z każdym mecz i rewanż. Najlepszy w tabeli klub został mistrzem Paragwaju.
Z ligi nikt nie spadł i nikt do niej nie awansował.

## Primera División

### Kolejka 1
| Data         | Mecz                                       |
| ------------ | ------------------------------------------ |
| 4 lipca 1909 | Club Libertad – Club Nacional 0:2 walkower |

### Kolejka 2
| Data          | Mecz                                                       |
| ------------- | ---------------------------------------------------------- |
| 11 lipca 1909 | Club Nacional – Mbiguá Asunción mecz zakończył się remisem |

### Kolejka 3
| Data          | Mecz                             |
| ------------- | -------------------------------- |
| 18 lipca 1909 | Club Guaraní – Club Nacional 0:0 |

### Kolejka 4
| Data          | Mecz                             |
| ------------- | -------------------------------- |
| 25 lipca 1909 | Club Nacional – Atlántida SC 1:0 |

### Kolejka 5
| Data            | Mecz                             |
| --------------- | -------------------------------- |
| 1 sierpnia 1909 | Club Olimpia – Club Nacional 0:1 |

### Kolejka 6
| Data            | Mecz                             |
| --------------- | -------------------------------- |
| 8 sierpnia 1909 | Club Nacional – Atlántida SC 0:2 |

### Kolejka 7
| Data             | Mecz                              |
| ---------------- | --------------------------------- |
| 15 sierpnia 1909 | Club Nacional – Club Libertad 2:1 |

### Kolejka 8
| Data             | Mecz                             |
| ---------------- | -------------------------------- |
| 22 sierpnia 1909 | Club Olimpia – Club Nacional 1:1 |

### Kolejka 9
| Data             | Mecz                                |
| ---------------- | ----------------------------------- |
| 29 sierpnia 1909 | Mbiguá Asunción – Club Nacional 1:4 |

### Kolejka 10
| Data            | Mecz                             |
| --------------- | -------------------------------- |
| 5 września 1909 | Club Nacional – Club Guaraní 2:0 |

### Tabela końcowa sezonu 1909
| Poz | Klub            | Mecze | Zw | Rem | Por | Punkty |
| --- | --------------- | ----- | -- | --- | --- | ------ |
| 1   | Club Nacional   | 10    | 6  | 3   | 1   | 15     |
| 2   | Club Libertad   | 10    | 7  | 1   | 2   | 15     |
| 3   | Club Olimpia    | 10    | 6  | 2   | 2   | 14     |
| 4   | Atlántida SC    | 10    | 4  | 1   | 5   | 9      |
| 5   | Mbiguá Asunción | 10    | 2  | 2   | 6   | 6      |
| 6   | Club Guaraní    | 10    | 0  | 1   | 9   | 1      |

Wobec równej liczby punktów zdobytych przez dwa najlepsze w tabeli klubu rozegrano mecz barażowy, który zdecydował o tytule mistrza Paragwaju.
| Data              | Mecz |
| ----------------- | --- |
| 21 listopada 1909 | Club Nacional – Club Libertad 3:1(2:1) Sędzia: Williams Paats Bramki: 1:0 Clemente Ferreira 5, 2:0 Clemente Ferreira 15, 2:1 Amaro Medina 26, 3:1 Cesar Molina 58 |

Mistrzem Paragwaju został klub Club Nacional.